# Viking (Rakete)

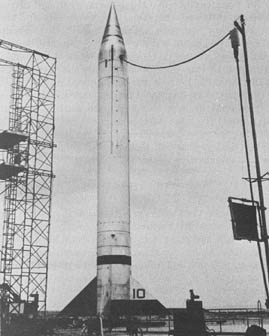
Viking 10

Die Viking war eine von der A4 abgeleitete amerikanische Höhenforschungsrakete und wurde zwischen 1949 und 1957 14-mal erfolgreich gestartet. Entwickelt und gebaut wurde die Rakete von der Glenn L. Martin Company (heute Lockheed-Martin). Sie wurde wie die A4-Rakete mit Flüssigsauerstoff und Alkohol angetrieben.
Der Start der Viking 4 am 11. Mai 1950 war auf amerikanischer Seite der erste Flug eines Objekts in den Weltraum, gemessen an der internationalen Auffassung, dass der Weltraum in einer Höhe von 100 Kilometern beginnt. Die Viking 4 erreichte eine Flughöhe von 169 Kilometern. Frühere Starts erreichten nur eine Höhe von 80 Kilometern, die von den USA als Grenze zum Weltraum betrachtet wurden.
Am 24. Mai 1954 stellte Viking 11 mit einer erreichten Höhe von 254 km einen Höhenrekord für einstufige Raketen auf. Die am 5. Oktober 1954 gestartete Viking hatte eine Kamera an Bord, die die ersten Bilder eines Tropensturmes aus einer Höhe von mindestens 160 km machte. Die Bilder zeigten ein Gebiet von ca. 1600 km im Durchmesser.
Die Viking 1 bis 7 hatten eine Länge von 14,90 Meter, eine Flossenspannweite von 2,80 Meter, einen Durchmesser von 0,81 Metern und eine Startmasse von 4,5 Tonnen. Der Startschub betrug 93 kN. Die Viking 8 bis 12 hatten ein geändertes Design, sie waren kürzer und hatten einen größeren Durchmesser, was zu einem günstigeren Verhältnis der Raketenmasse zum Treibstoff und zu einer Steigerung der erreichbaren Flughöhe führte.